# 瀬尾恵子
瀬尾 恵子（せお けいこ、1960年5月29日 - ）は、日本の女性声優。プロダクション・エース所属。東京都出身。フリーの演出家としても活躍中。日本演出者協会会員。

## 出演作品

### 吹き替え
- 赤ちゃんと僕（母親／パク・ヒョンスク）
- アンドロイド
- イ・サン（パク尚宮）
- イントゥ・ザ・ブルー2
- ヴィクトリア女王 世紀の愛（王妃アデレード）
- ウォーロード/男たちの誓い
- エデンの東（叔母オッキ／パク・ヒョンスク）
- NCIS 〜ネイビー犯罪捜査班
- エンドレス・ラブ
- 還珠姫〜プリンセスのつくりかた〜（皇后〈戴春栄〉）
- キャッチャー
- 宮廷画家ゴヤは見た（ドナ・フリア）
- ギルモア・ガールズ（キム夫人、ミミ、ドレラ）
- クリミナル・マインド FBI行動分析課
- 恋歌
- コールドケース（クレア）
- 恍惚
- グッドラック・チャーリー（エイミー）
- グッドラック・チャーリー/ザ・ムービー（エイミー）
- サスペリア・テルザ 最後の魔女（エリザ）
- ザ・パシフィック（ドーラ・バジロン）
- サマンサ Who?
- サランヘヨ（ユリの継母）
- ザ・レジェンド・オブ・ルーシー・キーズ
- しあわせの処方箋（ブレイク・マーシャル）
- CSI:ニューヨーク
- ジェイン・オースティン 秘められた恋
- ジェニーはティーン☆ロボット
- ジェニファー・ラヴ・ヒューイットのセレブリティ（ダヴ）
- ジャングルの少女タイナ
- ショウ・ボート
- 自由へのトンネル
- シルヴィア
- 新世紀Mr.Boo! ホイさま カミさま ホトケさま
- 新ビバリーヒルズ青春白書（コンスタンス）
- ストーム（英語版）（ジャッキー・0）
- ソウ3
- ゾンビナイト
- ターゲット
- ターミナル
- 太極神拳
- 007 慰めの報酬
- ダメージ（カレン）
- チャーリー・ジェイド
- ツォツィ
- ティラミス
- トゥー・ハンズ 銃弾のY字路
- BAD LOVE（スファンの母）
- バニシング・サブウェイ
- パフューム ある人殺しの物語
- バベル
- 春の日のクマは好きですか?
- ハワードと七人の魔法使い
- パンズ・ラビリンス（カルメン）
- ビハインド・プリズン・ウォール
- HEROES/ヒーローズ
- ファングス
- フィリピン陥落
- 舞台よりすてきな生活
- フラッシュ・ゴードン（ノーラ）
- プリティ・ヘレン
- ブルーサンダー ※ソフト版
- ブルース・リー伝説（グレース、ブルースリーの母〈ガイ・クー〉）
- プロジェクトBB
- ペイン
- ヘリコップス
- ホースメン（ブラッドショー）
- ぼくとロッタの大逆転
- ホタル背徳蘭
- ホロコースト -アドルフ・ヒトラーの洗礼-
- ホロコースト2000
- マーヴェリックス/波に魅せられた男たち（クリス・モリアリティ／エリザベス・シュー）
- マラブンタ
- Mr.ブルックス 完璧なる殺人鬼（シェイラ）
- ミレニアム　ドラゴン・タトゥーの女（セシリア）
- ムービング・ターゲット
- 名探偵ポワロ マギンティ夫人は死んだ
- 名探偵モンク
- 燃ゆる呉越（勾践夫人〈譚曉燕〉）
- 屋根部屋のネコ
- ヤング・スーパーマン2
- 雪の女王（テウン／ドックの母ヨンオク）
- ライラにお手あげ
- リゾーリ&アイルズ2
- Loop
- ワールド・オブ・ライズ（カーラ）

### アニメ
- おさるのジョージ
- 内閣権力犯罪強制取締官 財前丈太郎（ママ）
- 甘々と稲妻（老婦人）

### ゲーム
- 風雲悟空忍伝（ブラックバード）

### ナレーション
- 大塚製薬
- 小田急VP
- きもの大和
- コカコーラ
- JR東海
- ジャレコ
- ディズニー
- バンダイ
- マクドナルド
- ミスタードーナツ
- メタボリック

### 舞台
- ヴァニティーズ
- クリスマスキャロル
- 殺戮ゲーム
- 三人姉妹
- 竹取物語
- 天神さまのほそみち
- なりそこないプリンス
- ブルーストッキングの女たち
- 欲望という名の電車
- わたしのカーリー